# Тельес, Оскар
О́скар Те́льес Го́мес (исп. Óscar Téllez Gómez; род. 2 апреля 1975, Арганда-дель-Рей, Мадрид) — испанский футболист, защитник. Известен по игре за «Депортиво Алавес».

## Клубная карьера
В профессиональном футболе дебютировал в 1993 году за клуб «Москардо», в которой провел два сезона.
Впоследствии с 1995 по 1997 год играл в составе команд клубов «Реал Аранхуэс» и «Понтеведра».
Своей игрой за последнюю команду привлек внимание представителей тренерского штаба клуба «Депортиво Алавес», в состав которого присоединился в 1997 году. Сыграл за баскский клуб следующий сезон своей игровой карьеры. Большинство времени, проведенного в составе «Депортиво Алавеса», был основным игроком команды.
В 1998 году подписал контракт с «Валенсией», но зимой на правах аренды присоединился к «Вильярреалу» до конца сезона.
В 1999 году вернулся в клуб «Депортиво Алавеса», за который сыграл семь сезонов. Играя в составе «Алавеса» в основном выходил на поле в основном составе команды. Завершил карьеру футболиста выступлениями за этот клуб в 2006 году.

## Международная карьера
Дебют за национальную сборную Испании состоялся 25 апреля 2001 года в товарищеском матче против сборной Японии. Всего Тельес сыграл 4 матча за «красную фурию».

## Достижения
- Чемпион Сегунды: 1997/98
- Обладатель Кубка Интертото: 1998